# Commission nationale de prévention de la torture
La Commission nationale de prévention de la torture, abrégée CNPT, est un organisme fédéral suisse indépendant. Créée par le Conseil fédéral en 2010 à la suite de la ratification du protocole facultatif de l'ONU contre la torture, cette commission a pour rôle d'observer le respect des droits humains sur le territoire suisse et d'adresser des recommandations aux autorités le cas échéant. La CNPT est fortement engagée sur les questions des conditions de détention, des conditions de renvoi des migrants et des conditions de vie dans les structures de placements (exemple : institution psychiatrique). En plus de ses rapports réguliers (visite des lieux de détention, etc.), la commission publie des rapports sur des sujets spécifiques.

## Présentation

### Origine
Le 24 septembre 2009, la Confédération suisse devient le cinquantième État signataire du protocole facultatif de l'ONU contre la torture. L'une des conditions de signature imposant la création d'une commission destinée à la surveillance et à la prévention de la torture sur le territoire du pays considéré, le Conseil fédéral institue la Commission nationale de prévention de la torture à cet effet en 2010,.

### Cadre légal
Outre le Protocole facultatif onusien, les activités de la Commission nationale de prévention de la torture sont régies et encadrées par la loi fédérale sur la Commission de prévention de la torture.

### Missions et activités
La mission principale de la Commission est de visiter les lieux de privation de liberté. Cette définition doit être entendue dans un sens extensif. Ainsi, si les lieux de détention pénitentiaire sont les premiers concernés, le périmètre de visite de la CNPT inclut également les commissariats (dont beaucoup disposent de cellules pour les gardes à vue), les hôpitaux psychiatriques ou les centres de détention administrative. Ces lieux sont susceptibles par nature de donner lieu à des actes contraires au respect des droits humains.
Initialement, la commission n'avait pas pour tâche d'observer les vols d’expulsion des migrants déboutés. Elle l'acquiert cependant en 2012 après de sévères critiques contre les méthodes employées par l'administration fédérale et la nécessité pour la Confédération de se mettre en conformité juridique avec des directives européennes.
Les activités principales de la commission consistent en la publication de rapports sur les visites des établissements réalisées par ses membres. Elle publie également des rapports spécifiques sur des thématiques entrant dans son champ de compétences. Enfin, elle peut mener des activités de lobbying, en prenant notamment des prises de positions publiques comme en 2012.

### Composition et organisation
La commission est composée de 12 membres, tous experts de la justice pénale ou de la privation de liberté,.
Un groupe d'observateurs, également experts dans ces domaines, peut être mandaté par la commission afin d'assurer la mission d'observation des vols de rapatriement.

### Histoire
En 2006, le Conseil fédéral soumet un projet de création d'une commission de prévention de la torture au parlement. Cette démarche s'inscrit dans le processus de ratification du protocole facultatif de l'ONU contre la torture.
En 2009, la Confédération lance une campagne de recrutement d'experts en vue de créer la Commission nationale de prévention de la torture l'année suivante. En parallèle, le parlement vote la création de la CNPT.
La Commission nationale de prévention de la torture est instituée en 2010,.
En 2012, à l'issue de sa deuxième année de fonctionnement, le président de la CNPT appelle à des changements dans l'organisation de la commission. Il indique notamment que sa structure organisationnelle  devrait être revue afin de clarifier juridiquement plusieurs missions d'observations réalisées en dehors de son cadre administratif initial.

## Extension des missions: observateurs des expulsions de migrants déboutés
Au début des années 2010, la Suisse est marquée par une importante controverse concernant les expulsions des migrants déboutés. À la suite du décès d'un jeune Nigérian de 29 ans pendant son expulsion, les méthodes employées par l'Office fédéral des migrations lors des rapatriements sont fortement critiquées. La violence entourant les vols spéciaux est ainsi dénoncée.
Pour renvoyer dans leur pays d'origine des personnes refusant de prendre un vol régulier, y compris sous escorte policière, l'administration suisse a fait le choix de réaliser des vols spéciaux. Ces vols, au nombre de 45 en 2008 et 43 en 2009, sont spécialement affrétés par les autorités pour expulser des personnes récalcitrantes. Les migrants sont entravés pour se rendre dans l'avion, voire attachés à des chaises et portés s'ils résistent à leur embarquement. Une fois à bord de l'appareil, ils sont attachés à leur siège.
En 2011, la Commission nationale de prévention de la torture publie un rapport sévère sur les méthodes d'expulsion lors des vols spéciaux par l'Office fédéral des migrations,. Même si la fréquence des vols spéciaux a été ralentie par l'enquête pénale en 2010, les observateurs de la commission indiquent que la procédure utilisée pour expulser les migrants récalcitrants est restée presque similaire à celle en vigueur lors du décès du jeune Nigérian. La seule différence notable est la présence d'un médecin à bord de l'avion. Toutefois, il y en a trop peu et leur formation n'est pas adaptée pour intervenir dans ce contexte. Les membres de la commission dénoncent surtout le caractère systématique de l'utilisation de la procédure de sécurité maximale, là où d'autres pays appliquent les procédures de manière plus graduelle et nuancée. Ainsi, l'utilisation d'entraves et de contraintes importantes est la norme sur les vols spéciaux suisse, tandis que les autorités autrichiennes expliquent ne recourir aux contraintes et aux menottes que dans 5 % des cas.
De plus, en violation d'une règle européenne, l'Office fédéral des migrations n'a pas désigné d'observateurs indépendants pour surveiller le bon déroulement et le respect des droits humains lors des expulsions. En mars 2012, une solution est trouvée en ajoutant l'accompagnement des migrants renvoyés dans le périmètre des missions de la CNPT,,. Cette surveillance de la CPNT nécessite un ensemble d'ajustements juridiques afin de garantir l'indépendance des observateurs. Par exemple, ce n'est pas l'Office fédéral des migrations qui mandate la commission pour observer le bon déroulement des vols spéciaux.

## Réserves et critiques
Avant même l'instauration de la commission, des réserves sont émises quant aux missions et à l'utilité de l'organisme. Les réserves et critiques concernent généralement le manque de moyens attribués à la commission, son utilité au regard de ses moyens et également l'utilité de souscrire à des accords internationaux contraignants sur cette question,.

### Manque de moyens
Lors du débat parlementaire en vue d'instituer la commission, Amnesty critique les propositions du Conseil fédéral. Si l'association défend le bien fondé d'un organisme de contrôle des lieux de privation de liberté, elle reproche aux autorités politiques le manque de moyens qu'il est prévu de lui attribuer compte tenu de son champ de compétences pourtant large (visites des établissements pénitentiaires mais aussi des hôpitaux psychiatriques, des commissariats, etc.).
Le président de la CNPT estime en 2010 que le budget prévu pour assurer le fonctionnement de la Commission est insuffisant.
En 2019, la délégation onusienne du sous-comité de prévention de la torture a effectué sa première visite officielle en Suisse. Après plusieurs jours de visites dans des établissements pénitentiaires, des commissariats, des hôpitaux psychiatriques et des centres de détention administrative des cantons de Zurich, Genève, Berne et Vaud, les experts onusiens ont souhaité que la Confédération augmente les moyens financiers mis à la disposition de la commission pour remplir ses missions.

### Commission alibi
Le débat parlementaire qui précède la création de la commission montre les tensions générées par l'autorité d'un tel organisme. Tandis que des associations comme Amnesty ou des députés comme Martine Brunschwig Graf recommandent une politique ambitieuse et une utilisation extensive de la CNPT, avec notamment la création d'un secrétariat permanent (condition impérative pour assurer son efficacité selon l'association), le Conseil des États se montre plus réservé. Outre le retrait de la mention d'un secrétariat permanent, il supprime la notion de régularité pour les visites. Une série d'amendements ultérieurs permet de réintroduire la régularité des visites mais ne parvient pas à créer le secrétariat permanent, qui se voit simplement envisagé. La position des députés suisse fait alors craindre aux défenseurs des droits humains que la commission ne dispose pas de la crédibilité et de la légitimité suffisante pour être efficace. La CNPT pourrait alors devenir contreproductive dans la lutte contre la torture, servant d'alibi aux autorités pour écarter des critiques.
Par ailleurs, les membres de la commission reconnaissent la difficulté qu'ils rencontrent à adopter une position objective sur certaines problématiques. En effet, ayant été choisis pour leur expertise et leur expérience, les différents membres se trouvent parfois dans des positions conflictuelles. Ils demandent alors à ne pas travailler sur certains sujets, compliquant l'organisation du suivi de la CNPT et faisant craindre de potentiels conflits d'intérêts.
Finalement, c'est la commission elle-même qui, constatant le manque de moyens et certaines difficultés de fonctionnement pour les experts, craint de jouer un rôle d'alibi.

### Utilité des accords internationaux de lutte contre la torture
En cohérence avec ses positions souverainistes et son refus de voir la Confédération signer le Protocole, l'Union démocratique du centre (UDC) critique la création de la commission, qu'il juge inutile. Pour les représentants du parti, ce type de conventions internationales n'a que peu d'impact, car elles ne sont pas signées par les États ayant recours à des pratiques répréhensibles et créent une situation juridique complexe pour des pays déjà actifs sur le sujet. De manière plus globale, c'est l'obligation de se conformer à des normes internationales contraignantes (obligation des visites par un organisme indépendant) qui est rejeté par ce mouvement politique. L'UDC fait ainsi remarquer que les lieux de détention suisses font l'objet de visites, y compris par des organismes étrangers, sans que cela nécessite un cadre juridique et la ratification d'accords internationaux.
Les associations de défense des droits humains répliquent en signalant que la force de ces accords provient des pays signataires et de leur acceptation de créer un cadre juridique contraignant sur ces questions. Elles indiquent également que la mise en application concrète des accords conduit les autorités à innover et à créer de nouvelles structures utiles. Par exemple, la création de commissions de surveillance n'était pas envisagée au début des réflexions onusiennes sur le Protocole facultatif. C'est seulement avec la pratique que les différents acteurs ont conclu à l'importance de ces organes.

## Activité juridique
En 2012, la Commission nationale de prévention de la torture demande aux autorités fédérales et politiques l'inscription du crime de torture dans le code pénal suisse. Les membres de la CNPT expliquent que les dispositions juridiques en vigueur dans le pays doivent être mises en conformité avec les normes onusiennes. Elles sont en effet trop ambiguës et leur application est trop restrictive. L'objectif est de clarifier les situations locales pour lesquelles les recourants ne peuvent invoquer le droit international. Cette prise de position s'inscrit dans la préparation de l'Examen périodique universel devant le Conseil des droits de l'homme et fait écho aux demandes de plusieurs associations engagées sur la question en Suisse.

## Réception du travail de la commission
Pour sa première année de fonctionnement en 2011, la commission publie deux rapports sur l'établissement pénitentiaire d'Hindelbank (Berne) et le centre de détention administrative de Granges (Valais). Face à la méfiance des autorités bernoises sur le travail de la commission, des associations indiquent que les autorités administratives devraient plutôt s'appuyer sur l'autorité et l'influence de la commission afin d'obtenir des soutiens.
Lors de son Examen périodique universel devant le Conseil des droits de l'homme à Genève, la Suisse met en avant ses réalisations concrètes en matière de défense des droits de l'homme. À ce titre, la création de la Commission nationale de prévention de la torture est considérée comme une réussite par les autorités.
La création de la Commission nationale de prévention de la torture a été saluée par de nombreux organismes internationaux engagés sur les questions humanitaires et de respect des droits de l'homme. Ainsi, lors de l'examen de la Suisse par le Comité des droits de l'homme de l'ONU en 2017, les spécialistes onusiens saluent la création et les avancées permises par la Commission nationale de prévention de la torture (l'examen précédent datait de 2009, avant la création de la CNPT),. À cette occasion, le comité recommande à la Confédération de garantir la présence d'observateurs de la CNPT lors des renvois de migrants déboutés.

### Bases légales
- Protocole facultatif se rapportant à la Convention contre la torture et autres peines ou traitements cruels, inhumains ou dégradants (2002)
- Loi fédérale sur la Commission de prévention de la torture du 20 mars 2009 (état le 1er janvier 2020), RS 150.1.